# Park Young-hoon (réalisateur)
Pour les articles homonymes, voir Park Young-Hoon.
Dans ce nom coréen, le nom de famille, Park, précède le nom personnel.
Park Young-hoon  est un réalisateur, scénariste, producteur et acteur sud-coréen né en 1964.

## Filmographie
- 2002 : Addicted (Jungdok)
- 2005 : Daenseoui sunjeong